# ロコモティブ・カリーニングラード
ロコモティブ・カリーニングラード（ロシア語: Локомотив Калининград）は、ロシア・カリーニングラードを本拠地とする女子バレーボールクラブ。

## 歴史
2018年4月設立。元ロシア男子代表監督を務めたAndrei Voronkovが監督として、2018/19シーズンのロシア・スーパーリーグから参戦。初年度のリーグは準優勝した。2020/21シーズンのロシアスーパーリーグはレギュラーラウンドを20勝6敗で3位で通過すると、プレーオフにてYenisey Krasnoyarskに、セミファイナルでUralochka-NTMKに勝利し、決勝ではディナモ・モスクワに勝利し、トップリーグ参戦3年目にして初優勝を果たした。2021/22シーズンのロシアスーパーリーグではレギュラーラウンドを22勝4敗で3位通過し、クォーターファイナルでProton-Saratovに2勝し、セミファイナルでディナモ・モスクワに2勝した。決勝ではUralochka-NTMKと5戦3勝2敗で前年度から2連覇を果たした。2022/23シーズンのロシアスーパーリーグは決勝に進出するがディナモ・モスクワに1勝3敗となり準優勝となった。

## 主な成績
ロシアリーグ
- 優勝：2020/21、2021/22シーズン
- 準優勝：2018/19、2019/20、2022/23、2023/24シーズン

ロシアカップ
- 準優勝：2021年、2022年
- 3位：2019年

## チームメンバー
シーズン 2024-25, 2024年10月時点
| 背番号 | 氏名                         | ポジション           | 身長 (cm) | 生年月日               |
| ------ | ---------------------------- | -------------------- | --------- | ---------------------- |
| 1      | エカテリーナ・リュブシュキナ | ミドルブロッカー     | 188       | 1990年1月2日（35歳）   |
| 2      | Ekaterina Pipunyrova         | アウトサイドヒッター | 188       | 2000年2月10日（25歳）  |
| 3      | Daria Kiseleva               | ミドルブロッカー     | 198       | 2006年11月3日（18歳）  |
| 4      | Victoriya Gorbacheva         | リベロ               | 174       | 1995年4月2日（29歳）   |
| 7      | ワレリヤ・ザイツェワ         | ミドルブロッカー     | 187       | 1995年3月24日（29歳）  |
| 8      | イリーナ・ボロンコワ         | アウトサイドヒッター | 190       | 1995年10月20日（29歳） |
| 9      | アーラ・ガルキナ             | リベロ               | 178       | 1992年4月15日（32歳）  |
| 11     | ユリア・ブロフキナ           | ミドルブロッカー     | 196       | 2001年5月31日（23歳）  |
| 13     | クセニア・パルベツ           | アウトサイドヒッター | 183       | 1994年10月31日（30歳） |
| 14     | イリーナ・フィリシチンスカヤ | セッター             | 180       | 1990年6月14日（34歳）  |
| 17     | タチアナ・ロマノワ           | セッター             | 180       | 1994年9月9日（30歳）   |
| 18     | Vera Kastsiuchyk             | アウトサイドヒッター | 191       | 2000年9月27日（24歳）  |
| 20     | Ekaterina Kupreeva           | ミドルブロッカー     | 194       | 2006年4月20日（18歳）  |
| 22     | Marina Asliamova             | オポジット           | 188       | 2006年3月22日（18歳）  |
| 29     | Ebrar Karakurt               | オポジット           | 197       | 2000年1月17日（25歳）  |

## 歴代所属選手
| - エカテリーナ・オルロワ - タチアナ・コシェレワ - ユリア・ポドスカルナヤ - ヤナ・シチェルバン - マルガリータ・クリロ - エカテリーナ・エフドキモワ - イリーナ・ボロンコワ | - アナ・クレガー - ボヤナ・ドルチャ - ビアンカ・ブシャ - ラウラ・ダイケマ - ルイーザ・リップマン - マルヴィナ・スマジェク - ロレンネ・テイシェイラ |